# قنصور
قنصور أو السنا الكاذب أو الكولوتية (الاسم العلمي: Colutea) هي جنس نباتي يتبع فصيلة البقولية من رتبة الفوليات.